# Ni putes ni soumises
Ni putes ni soumises (Ani dziwki, ani uległe) – francuskie stowarzyszenie feministyczne, powstałe w 2003 roku; przewodniczy mu Fadela Amara, Francuzka pochodzenia algierskiego. 
Stowarzyszenie, przez prowokującą nazwę, ma na celu zmienienie stereotypu kobiet wychowanych w rodzinach muzułmańskich, które postrzegane są, zdaniem przedstawicieli stowarzyszenia, jako „dziwki”, o ile nie dostosują się od modelu patriarchalnego. 
Stowarzyszenie powstało w reakcji na dwa wydarzenia, które wstrząsnęły francuską opinią publiczną: publikacja książki Samiry Bellil Dans l'enfer des tournantes (Piekło gwałtów zbiorowych) oraz spalenie żywcem 17-letniej Sohane Benziane przez jej byłego chłopaka, chcącego „dać jej nauczkę”. Zorganizowano zatem manifestację (La marche des femmes des quartiers contre les ghettos et pour l’égalité; Marsz kobiet z przedmieść przeciwko gettom i za równością), 1 lutego 2003. 